# Football Club de Sète 34
FC Sète 34 è un club francese di calcio fondato nel 1900. Il club ha vinto la Ligue 1 due volte, nel 1934 e nel 1939, e la Coppa di Francia, nel 1930 e nel 1934. Nel 1934 fu il primo club a vincere sia la Coppa di Lega sia il Campionato francese.
Nel 2006 terminó all’ultimo posto in Ligue 2 e fu retrocesso nel Championnat National.
Il 16 aprile 2020, a seguito di una decisione del comitato esecutivo della FFF il club è stato promosso in National 1, 11 anni dopo la sua ultima partecipazione, classificandosi primo nel girone C della National 2. Dopo due stagioni in N1, il club è stato retrocesso amministrativamente in N2 nell'estate del 2022 dal DNCG, in un contesto di conflitto tra i dirigenti del club e il municipio. Ha subito un'altra retrocessione, questa volta a livello sportivo, in National 3 nel 2023. 
A causa della grave situazione finanziaria, il club è andato di nuovo in liquidazione nell'estate del 2023. A causa del divieto imposto alla dirigenza da parte delle Federazione francese di riprendere l'attività con il nome FC Sète, il club riprese l'attività con il nome Sporting Club Sétois. Riprende in Regional 3 per la stagione 2023-2024.

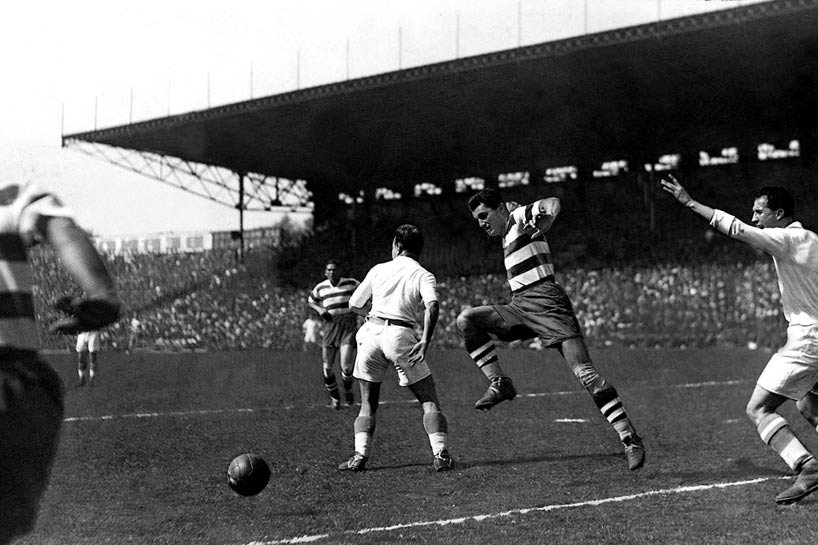
Il Sète nella finale di Coppa del '34 vinta contro il Marsiglia

## Organico

### Rosa 2020-2021
| N. |                    | Ruolo | Calciatore            |
| -- | ------------------ | ----- | --------------------- |
| 1  | Francia (bandiera) | P     | Vincent Pappalardo    |
| 2  | Francia (bandiera) | D     | Abderrahmane Tabbackh |
| 3  | Francia (bandiera) | D     | Steve Solvet          |
| 4  | Francia (bandiera) | D     | Djibril Diarra        |
| 5  | Camerun (bandiera) | D     | Oumar Diop            |
| 6  | Francia (bandiera) | C     | Francis Kembolo       |
| 7  | Francia (bandiera) | C     | Oualid Orinel         |
| 8  | Francia (bandiera) | C     | Kléri Serber          |
| 9  | Francia (bandiera) | A     | Kévin Tabué           |
| 10 | Francia (bandiera) | C     | Ryan Ferhaoui         |
| 11 | Francia (bandiera) | A     | Wilfried Baana Jaba   |
| 12 | Francia (bandiera) | C     | Alexis Mané           |
| 13 | Francia (bandiera) | A     | Simon Elisor          |
| 14 | Senegal (bandiera) | A     | Daouda Gueye          |
| 15 | Francia (bandiera) | A     | Oumar Camara          |
| 16 | Francia (bandiera) | P     | Anthony Cianni        |
| 17 | Francia (bandiera) | C     | Hakim El Mokeddem     |

| N. |                    | Ruolo | Calciatore            |
| -- | ------------------ | ----- | --------------------- |
| 18 | Francia (bandiera) | D     | Arnold Temanfo        |
| 19 | Francia (bandiera) | D     | Adama Soumaré         |
| 20 | Francia (bandiera) | D     | Moussa Kouyaté        |
| 21 | Francia (bandiera) | D     | Thibault Balp         |
| 22 | Francia (bandiera) | D     | Kylian Kaïboué        |
| 23 | Algeria (bandiera) | A     | Rafik Bouderbal       |
| 24 | Francia (bandiera) | D     | André-Patrick Keyoubi |
| 25 | Francia (bandiera) | D     | Amadou Seydi          |
| 26 | Francia (bandiera) | D     | Mahamadou Drame       |
| 27 | Francia (bandiera) | A     | Julien Farnabe        |
| 28 | Marocco (bandiera) | C     | Abdel Malik Hsissane  |
| 29 | Francia (bandiera) | A     | Aymen Souda           |
| 30 | Francia (bandiera) | P     | Abdelaziz Mannkour    |
| 33 | Francia (bandiera) | A     | Lucas Segura          |
| 34 | Francia (bandiera) | D     | Mohamed Kharrazi      |
|    | Brasile (bandiera) | D     | Vitorino Hilton       |

### Rosa delle stagioni precedenti
- 2008-2009

## Allenatori
- Victor Gibson 1914-1925
- Sydney Regan 1932-1933
- René Dedieu 1933-1936
- Joseph Azema 1936-1937
- Jean Marmiès 1937-1939
- Louis-Pierre Cazal 1939-1940
- Elie Rous 1940-1943
- Ljubiša Stefanović 1943-1946
- Gabriel Féron 1946-1947
- Pierre Danzelle 1947-1948
- Emile Féjean 1948-1949
- Elie Rous 1949-1950
- Marcel Tomazover 1950-1954
- Etienne Zavadsky 1969-1970
- Désiré Koranyi 1955-1956
- Gaston Plovie 1956-1958
- Domènec Balmanya, 1958-60
- Marcel Tomazover 1960-1965
- René Mandaron e Gaston Plovie 1965-1969
- Jacky Bernard 1969-1970
- Dominique Marc e Gaston Plovie 1970-1972
- Xercès Louis 1972-1974
- Slobodan Milosavljevic 1974-1976
- Jules Miramond 1976-1977
- Jules Nagy e Marcel Tomazover 1977-1978
- Camille Passi 1978-1980
- Claude Calabuig 1980-1983
- Yves Herbet 1983-1985
- Slobodan Milosavljevic 1985-1986
- Dominique Bathenay 1986-1988
- Claude Calabuig e  Slobodan Milosavljevic 1988-1989
- Claude Calabuig 1989-1990
- Otmar Pellegrini 1990-1991
- Claude Calabuig 1991-1996
- Marc Bourrier 1996-1997
- Claude Calabuig 1997-2000
- Patrick David e Patrick Lebeau 2000-2001
- Laurent Scala 2001-2002
- Albert Rust 2002-2003
- Gilles Beaumian e Claude Calabuig 2003-2005
- Ludovic Batelli gennaio 2006-marzo 2006
- Robert Buigues marzo 2006-giugno 2006
- Christian Sarramagna 2006-2007
- Thierry Laurey 2007-2008
- Youssef Aboufares Interim 2008
- Frédéric Rémola 2008-2009
- Gilles Beaumian 2009–2010
- Mathieu Chabbert e  Christophe Rouve 2010–2011
- Laurent Scala 2011–2015
- Jean-Luc Muzet 2016–2018
- Nicolas Guibal 2018–

## Palmarès

### Competizioni nazionali
- Campionato francese: 2

1933-1934, 1938-1939
- Coppa di Francia: 2

1929-1930, 1933-1934
- Championnat National 2: 2

2000-2001, 2019-2020
- Championnat National 3: 1

2013-2014

### Competizioni internazionali
- Coppa dei Pirenei: 1

1910

### Altri piazzamenti
- Campionato francese:

Terzo posto: 1937-1938
- Coppa di Francia:

Finalista: 1922-1923, 1923-1924, 1928-1929, 1941-1942
Semifinalista: 1924-1925, 1932-1933, 1938-1939
- Coppa Charles Drago:

Semifinalista: 1960
- Championnat National:

Terzo posto: 2004-2005